# Hoge heerlijkheid

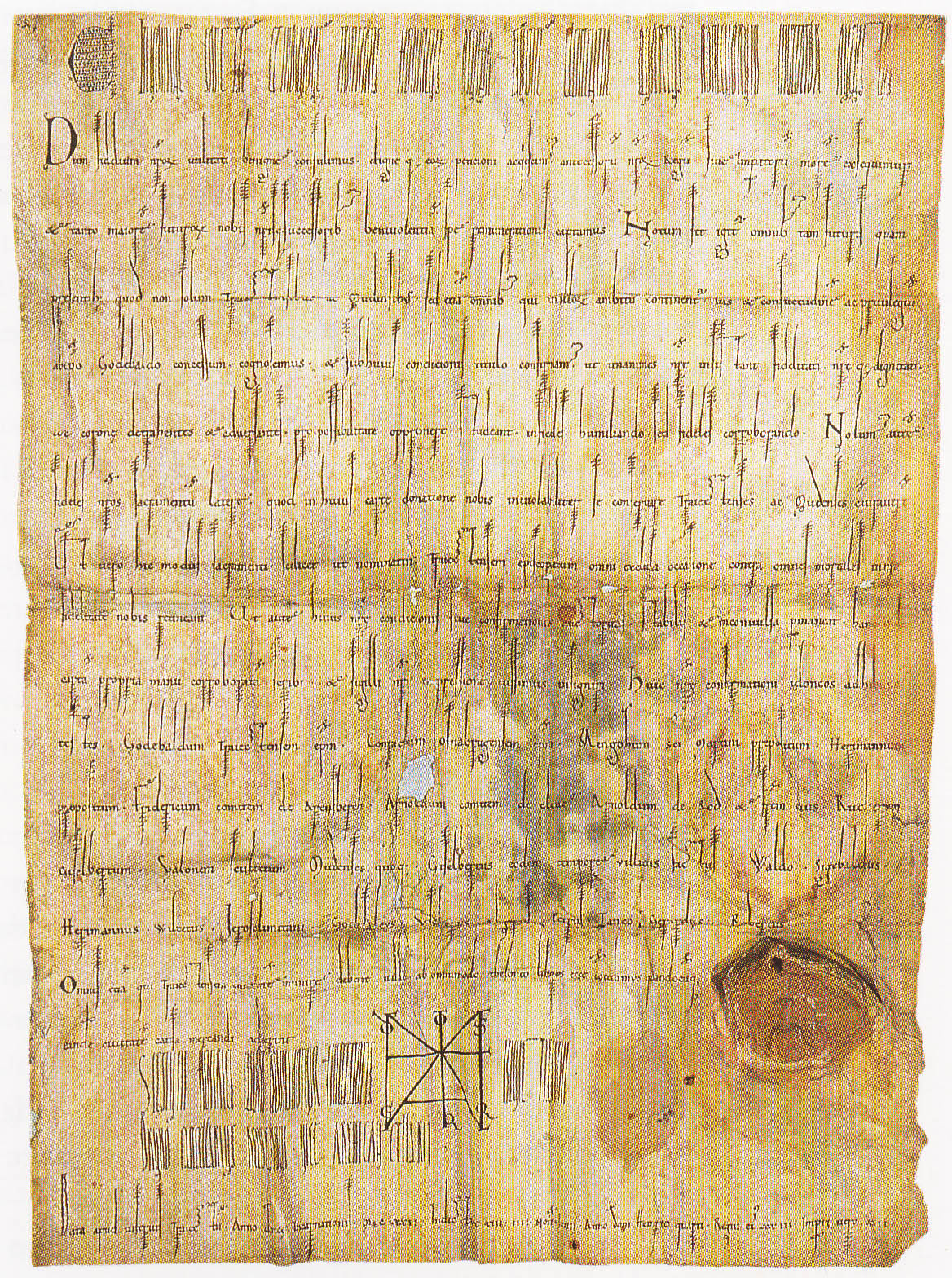
Stadsrechten Utrecht verleend door de Bisschop, oorkonde 1122, bron Utrechts Archief

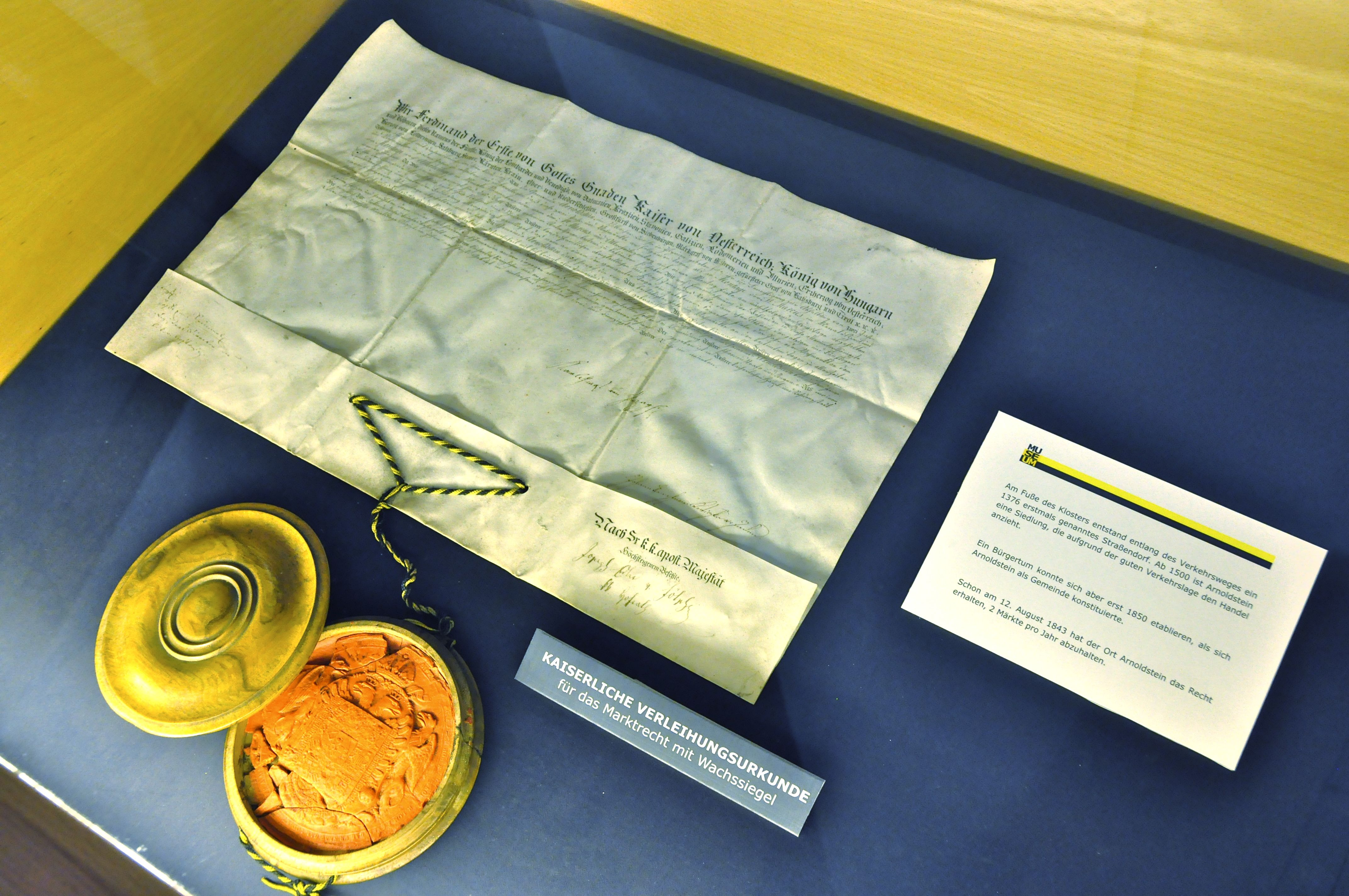
Oorkonde met verlening van marktrecht aan stad in Oostenrijk door Keizer Ferdinand I

Een hoge heerlijkheid was vanaf de late middeleeuwen tot laat in de achttiende eeuw een in de praktijk nagenoeg zelfstandig functionerend gebied met eigen lokale regels en plaatselijke rechtspraak. Aan het hoofd stond een landsheer die het gebied in bruikleen had gekregen van de grondeigenaar op basis van het feodale stelsel. De heer bezat vaak het recht om regelgeving op te stellen voor het gebied en om lijfstraffen uit te delen tot aan het halsrecht, het recht om misdadigers tot de galg te veroordelen en te laten executeren.
De verkregen rechten konden per heerlijkheid verschillen, dat was afhankelijk van de afspraken die waren gemaakt tussen de eigenaar die de grond in bruikleen had gegeven en de heer (vazal). Aan een hoge heerlijkheid konden bijvoorbeeld rechten zijn verbonden met betrekking tot jacht en visserij, bos- en landbouw, het molenrecht, tolrecht, marktrecht en de benoeming van dragers van bepaalde functies als burgemeester, schepen of baljuw. Een belangrijke bron van inkomsten was het tiendrecht. Aan de andere kant had een heer ook allerlei verplichtingen tegenover de grondeigenaar, ook weer afhankelijk van de oorspronkelijk gemaakte afspraken. De leenovereenkomsten konden eeuwen oud zijn maar nog steeds gelding hebben en de oorspronkelijke rechtenverlener kon een plaatselijke vorst zijn maar ook een keizer uit een ander land.
In de Nederlanden bevonden zich voor de vestiging van de Nederlandse eenheidsstaat talloze gebieden waar een heer de macht uitoefende in een hoge heerlijkheid. In de heerlijke baljuwschappen werden de baljuws  (politiecommissarissen) veelal door de lokale heer aangesteld. Ook waren er heerlijkheden waar dit door een commissie werd gedaan die was samengesteld uit vertegenwoordigers van de bewoners.

## Van feodaal stelsel naar constitutie
In de Franse tijd werden de meeste rechten en verplichtingen die gebaseerd waren op het feodale stelsel vanaf 1795 afgeschaft en werden de heerlijkheden als bestuursvorm opgeheven. Alle activiteiten die in de heerlijkheden plaatsvonden werden daarmee niet opgeheven, wel werd de onderliggende juridische basis ingrijpend veranderd. Wetgeving en rechtspraak werden voor het gehele land gelijkgetrokken en waren na 1804 gebaseerd op de Code Napoléon. Provincies en gemeenten behielden het recht plaatselijke regels op te stellen.